# Campbeltown
Campbeltown er en by på den sydligste spids af halvøen Kintyre, der ligger i vestskotske region Argyll and Bute.
Byen har 5.144 indbyggere (2001). Campbeltown Heritage Centre åbnede i 1998 for at vise Kintyre-halvøens socialhistorie.

## Whisky
Campbeltown bruges som betegnelse for whisky fra området.
I midten af 1800-tallet var der over 30 whiskydestillerier, men i dag er der kun tre tilbage; Glen Scotia, Glengyle, and Springbank.